# Maurice Biraud
Maurice Biraud (Parigi, 3 marzo 1922 – Boulogne-Billancourt, 24 dicembre 1982) è stato un attore e conduttore radiofonico francese.

## Biografia
Figlio di un impiegato postale, fu allevato da una balia a Saint-Martin-sur-Ocre, fino all'età di cinque anni. Frequentò le scuole a Gien e, dopo avere ottenuto la licenza di scuola elementare iniziò a lavorare come operaio e, in seguito, come conduttore radiofonico e comico. Durante la seconda guerra mondiale riparò a Tolosa e poi a Marsiglia. Al termine del conflitto fondò con degli amici una compagnia teatrale, e nel 1950 debuttò come attore cinematografico.

## Filmografia

### Cinema
- Il re dei falsari (Le cave se rebiffe), regia di Gilles Grangier (1961)
- Le tentazioni quotidiane (Le diable et les dix commandements), regia di Julien Duvivier (1962)
- Colpo grosso al casinò (Mélodie en sous-sol), regia di Henri Verneuil (1963)
- 7-9-18 da Parigi un cadavere per Rocky (Des pissenlits par la racine), regia di Georges Lautner (1964)
- Due uomini in fuga... per un colpo maldestro (Une souris chez les hommes), regia di Jacques Poitrenaud (1964)
- Les aventures de Salavin, regia di Pierre Granier-Deferre (1964)
- Niente di grave, suo marito è incinto (L'événement le plus important depuis que l'homme a marché sur la lune), regia di Jacques Demy (1973)
- Noi due senza domani (Le train), regia di Pierre Granier-Deferre (1973)
- Flic Story, regia di Jacques Deray (1975)
- Lo zingaro (Le Gitan), regia di José Giovanni (1975)
- Ormai sono una donna (Beau-père), regia di Bertrand Blier (1981)

### Televisione
- Arsène Lupin joue et perd – miniserie TV, 6 puntate (1980)

## Premi e riconoscimenti

### Festival Internazionale del Cinema di San Sebastián
- 1964 - Migliore attore per Les aventures de Salavin